# Dekanat baranowicki (eparchia pińska i łuniniecka)
Dekanat baranowicki – jeden z ośmiu dekanatów wchodzących w skład eparchii pińskiej i łuninieckiej Egzarchatu Białoruskiego Patriarchatu Moskiewskiego.

## Parafie w dekanacie
- Parafia Opieki Matki Bożej w Baranowiczach
  - Sobór Opieki Matki Bożej w Baranowiczach
- Parafia św. Aleksandra Newskiego w Baranowiczach
  - Cerkiew św. Aleksandra Newskiego w Baranowiczach
- Parafia św. Jerzego Zwycięzcy w Baranowiczach
  - Cerkiew św. Jerzego Zwycięzcy w Baranowiczach
- Parafia św. Walentyny Mińskiej w Baranowiczach
  - Cerkiew św. Walentyny Mińskiej w Baranowiczach
- Parafia Świętych Niewiast Niosących Wonności w Baranowiczach
  - Cerkiew Świętych Niewiast Niosących Wonności w Baranowiczach
- Parafia św. Paraskiewy Piątnickiej w Czernichowie Górnym
  - Cerkiew św. Paraskiewy Piątnickiej w Czernichowie Górnym
- Parafia Podwyższenia Krzyża Pańskiego w Horodyszczu
  - Cerkiew Podwyższenia Krzyża Pańskiego w Horodyszczu
- Parafia św. Jerzego Zwycięzcy w Jatwiezi
  - Cerkiew św. Jerzego Zwycięzcy w Jatwiezi
- Parafia św. Serafina z Sarowa w Korczowie
  - Cerkiew św. Serafina z Sarowa w Korczowie
- Parafia św. Pantelejmona w Kroszynie
  - Cerkiew św. Pantelejmona w Kroszynie
- Parafia Kazańskiej Ikony Matki Bożej w Leśnej
  - Cerkiew Kazańskiej Ikony Matki Bożej w Leśnej
- Parafia Zaśnięcia Najświętszej Maryi Panny w Luszniewie
  - Cerkiew Zaśnięcia Najświętszej Maryi Panny w Luszniewie
- Parafia św. Mikołaja Cudotwórcy w Małachowcach
  - Cerkiew św. Mikołaja Cudotwórcy w Małachowcach
- Parafia św. Sergiusza z Radoneża w Miłowidach
  - Cerkiew św. Sergiusza z Radoneża w Miłowidach
- Parafia Świętych Apostołów Piotra i Pawła w Mołczadzi
  - Cerkiew Świętych Apostołów Piotra i Pawła w Mołczadzi
- Parafia Przemienienia Pańskiego w Nowej Myszy
  - Cerkiew Przemienienia Pańskiego w Nowej Myszy
- Parafia św. Proroka Eliasza w Odachowszczyźnie
  - Cerkiew św. Proroka Eliasza w Odachowszczyźnie
- Parafia Świętej Trójcy w Pietkowiczach
  - Cerkiew Świętej Trójcy w Pietkowiczach
- Parafia Opieki Matki Bożej w Poczapowie
  - Cerkiew Opieki Matki Bożej w Poczapowie
  - Kaplica św. Mikołaja Cudotwórcy w Poczapowie
- Parafia św. Antoniego Pieczerskiego w Podgornej
  - Cerkiew św. Antoniego Pieczerskiego w Podgornej
- Parafia św. Mikołaja Cudotwórcy w Połonce
  - Cerkiew św. Mikołaja Cudotwórcy w Połonce
- Parafia Opieki Matki Bożej w Poruczynie
  - Cerkiew Opieki Matki Bożej w Poruczynie
  - Cerkiew św. Mikołaja Cudotwórcy w Jasieńcu
- Parafia Narodzenia Najświętszej Maryi Panny w Rusinie
  - Cerkiew Narodzenia Najświętszej Maryi Panny w Rusinie
- Parafia św. Aleksandra Newskiego w Stołowiczach
  - Cerkiew św. Aleksandra Newskiego w Stołowiczach
- Parafia Świętej Trójcy w Wielkiej Sworotwie
  - Cerkiew Świętej Trójcy w Wielkiej Sworotwie
- Parafia św. Jerzego Zwycięzcy w Wielkich Łukach
  - Cerkiew św. Jerzego Zwycięzcy w Wielkich Łukach
- Parafia Świętej Trójcy w Wolnej
  - Cerkiew Świętej Trójcy w Wolnej[a]

## Galeria

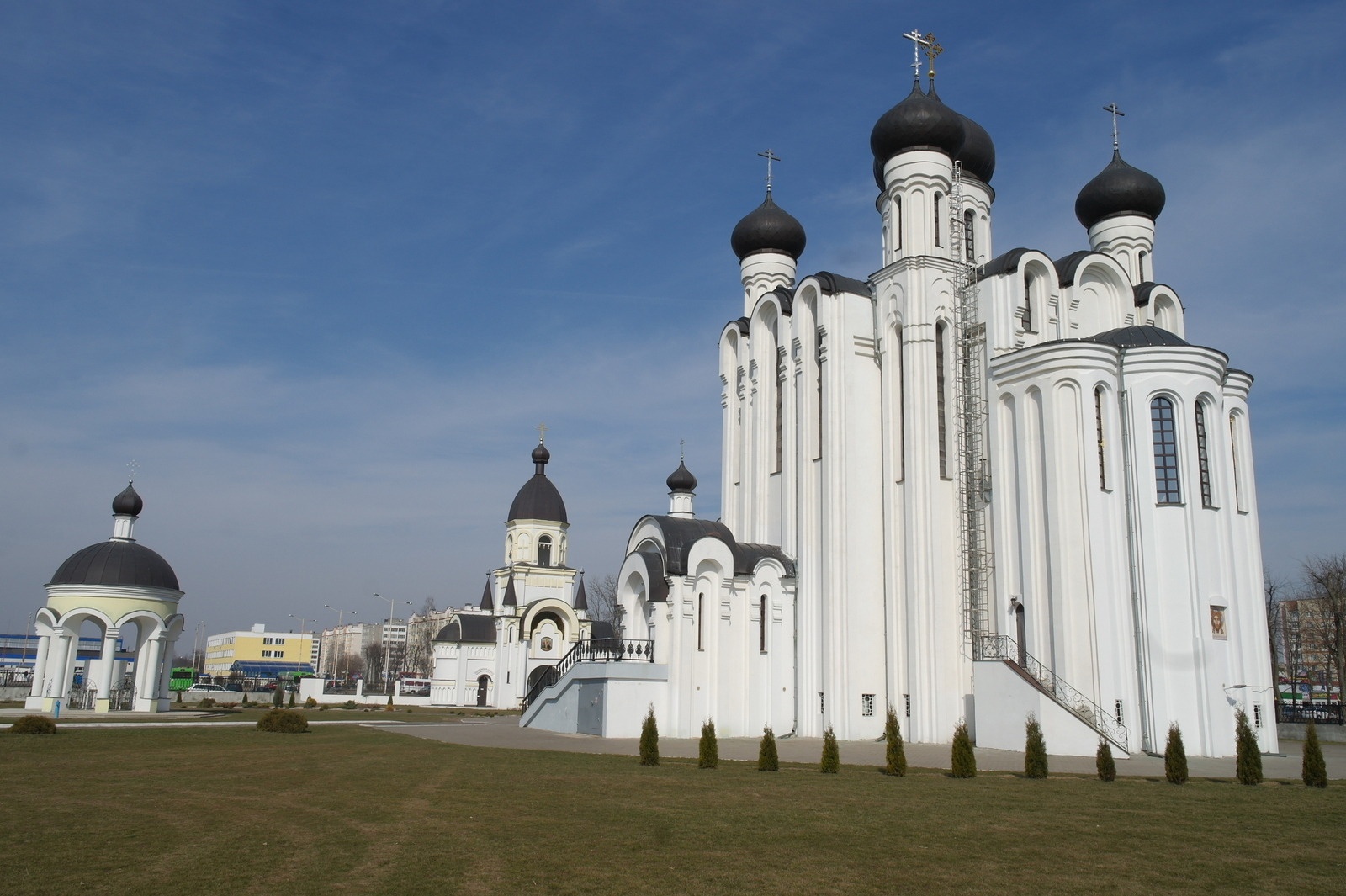
Cerkiew św. Aleksandra Newskiego w Baranowiczach
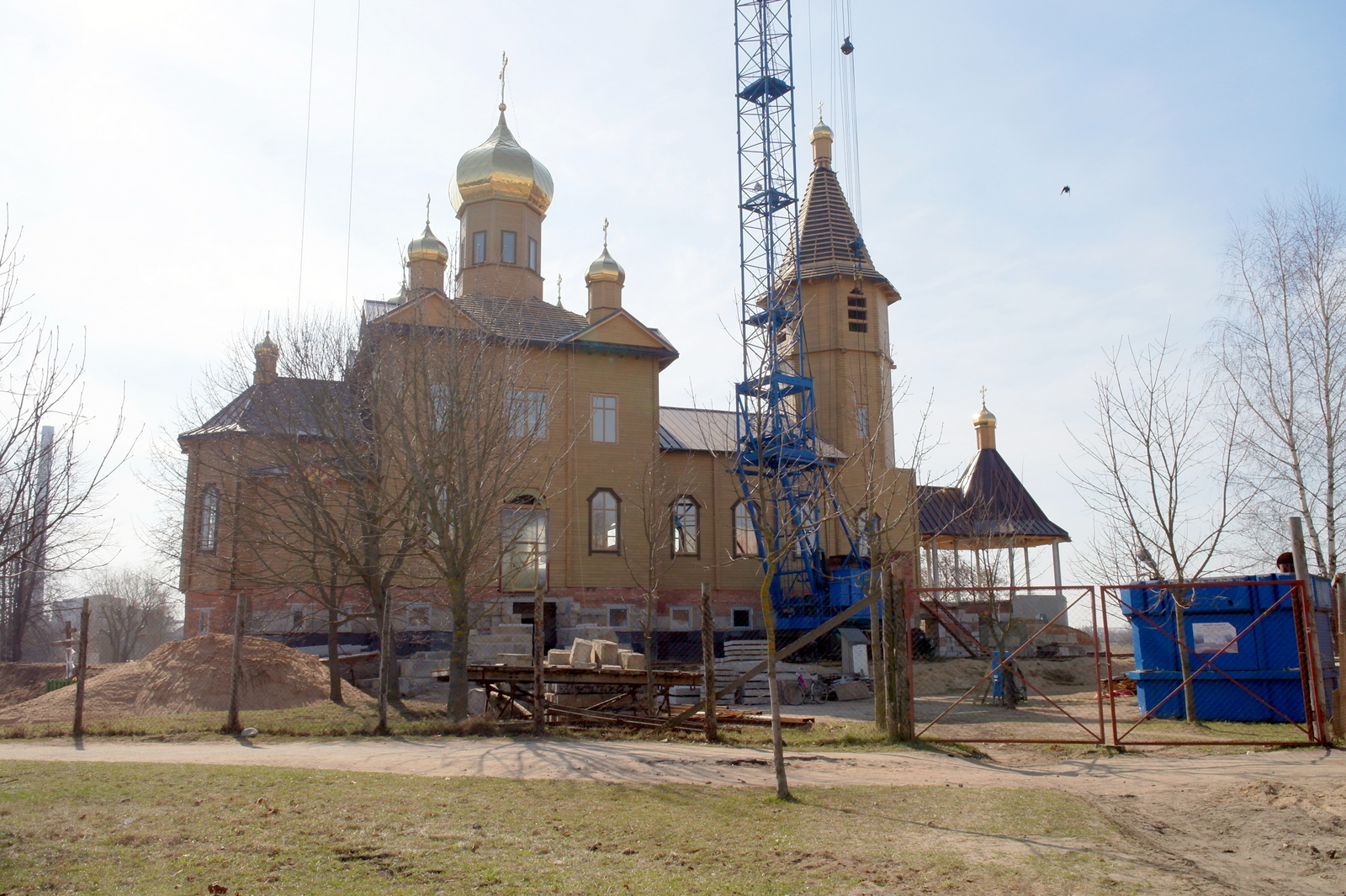
Cerkiew św. Jerzego Zwycięzcy w Baranowiczach
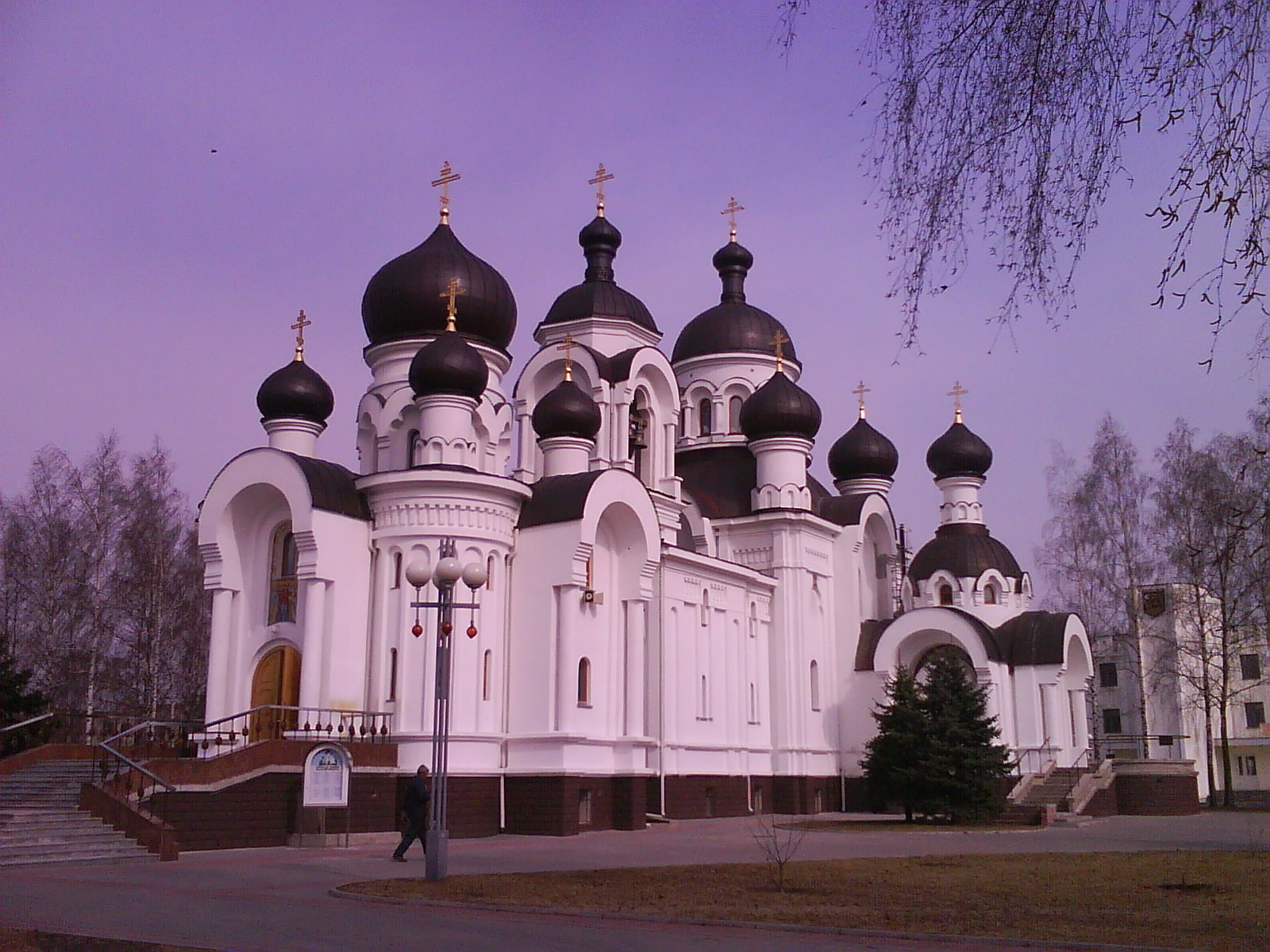
Cerkiew Świętych Niewiast Niosących Wonności w Baranowiczach
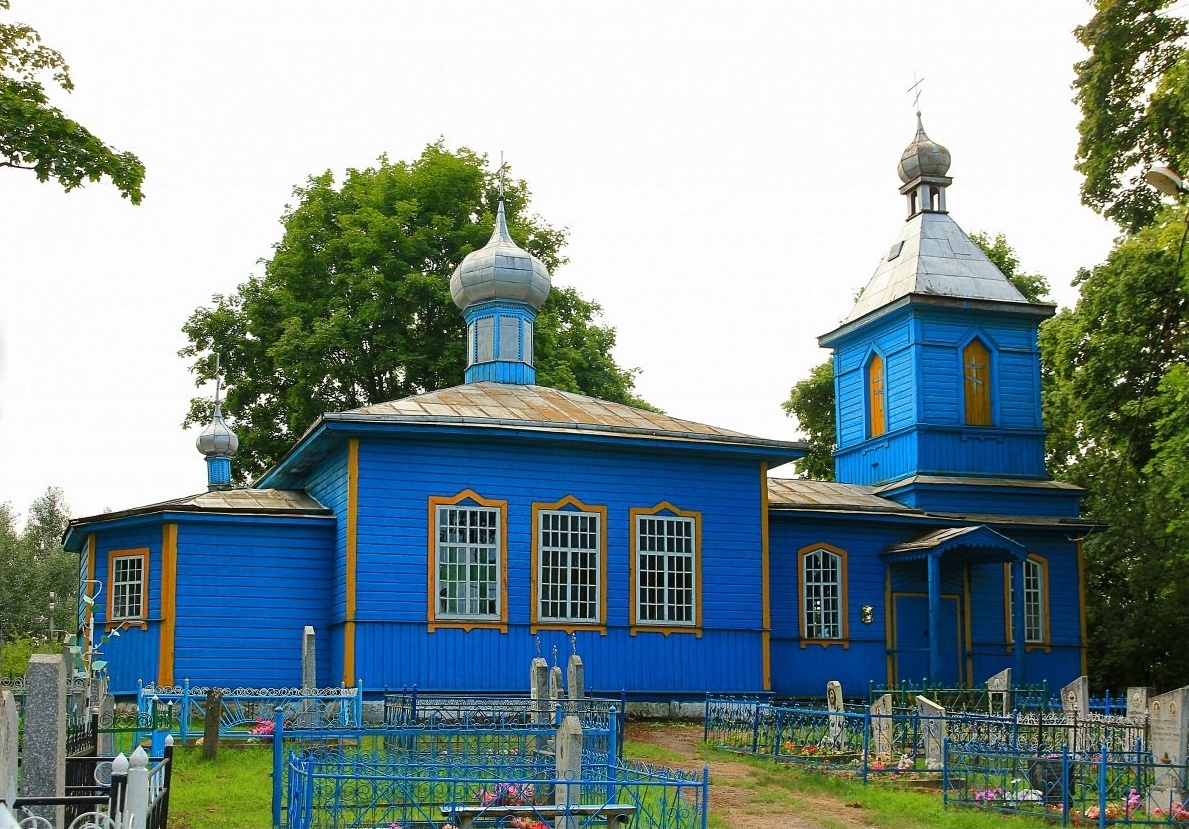
Cerkiew św. Paraskiewy Piątnickiej w Czernichowie Górnym
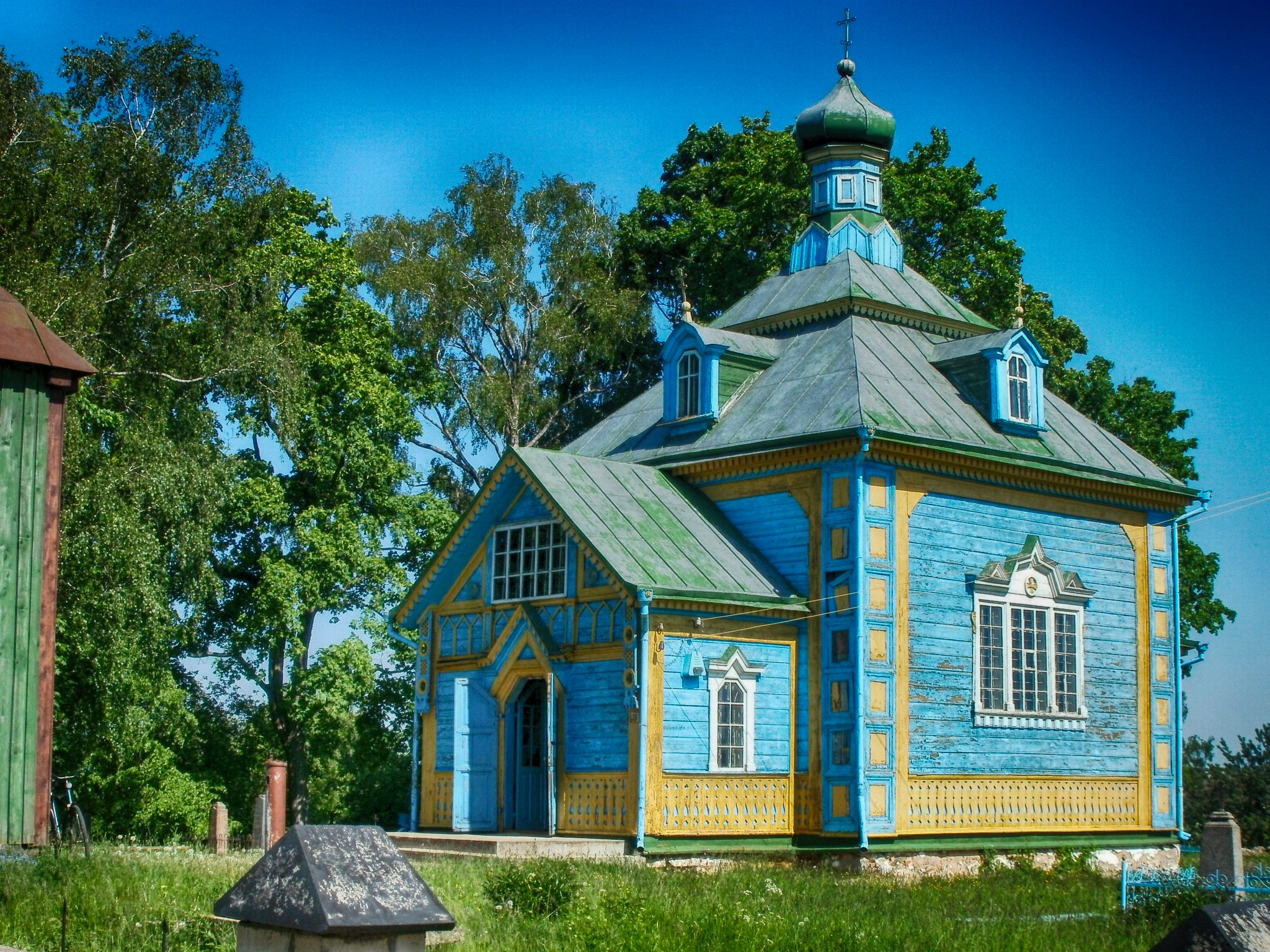
Cerkiew Podwyższenia Krzyża Pańskiego w Horodyszczu
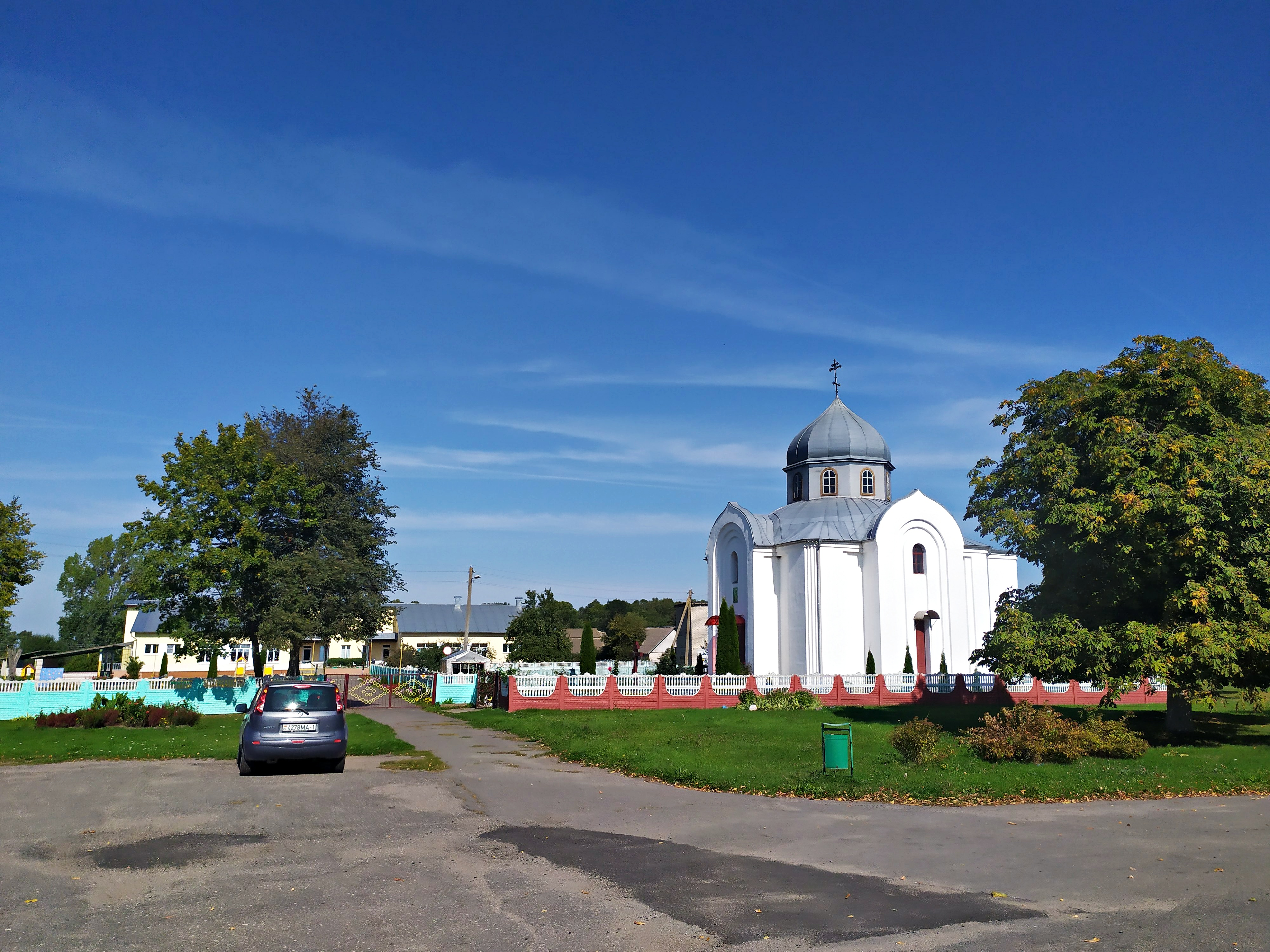
Cerkiew św. Pantelejmona w Kroszynie
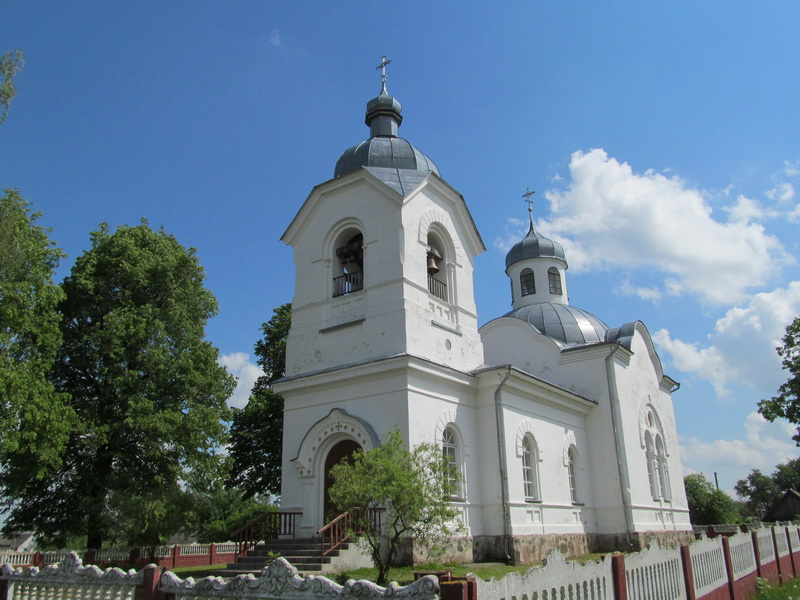
Cerkiew Zaśnięcia Najświętszej Maryi Panny w Luszniewie
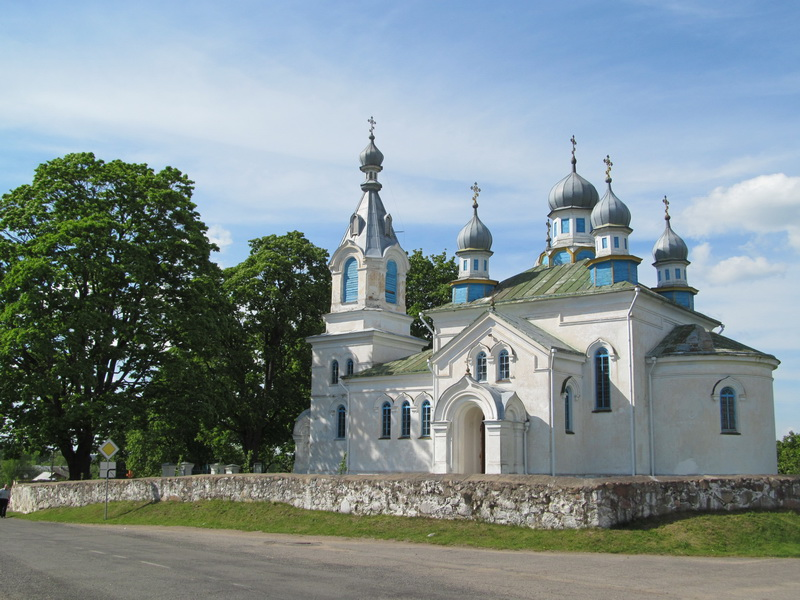
Cerkiew Świętych Piotra i Pawła w Mołczadzi
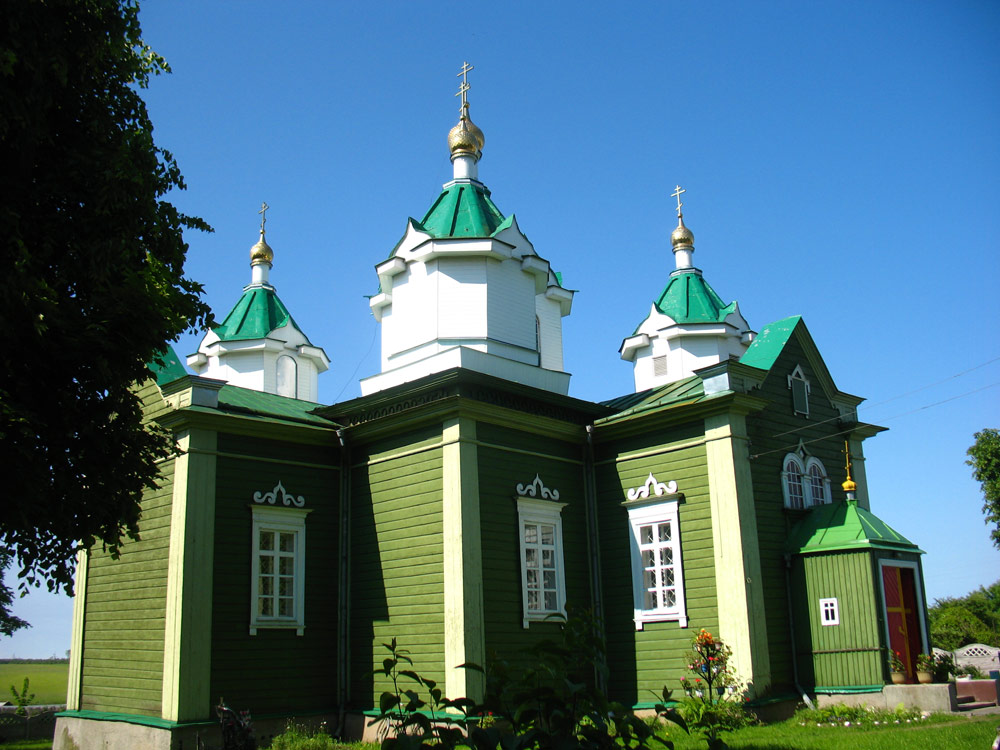
Cerkiew Przemienienia Pańskiego w Nowej Myszy
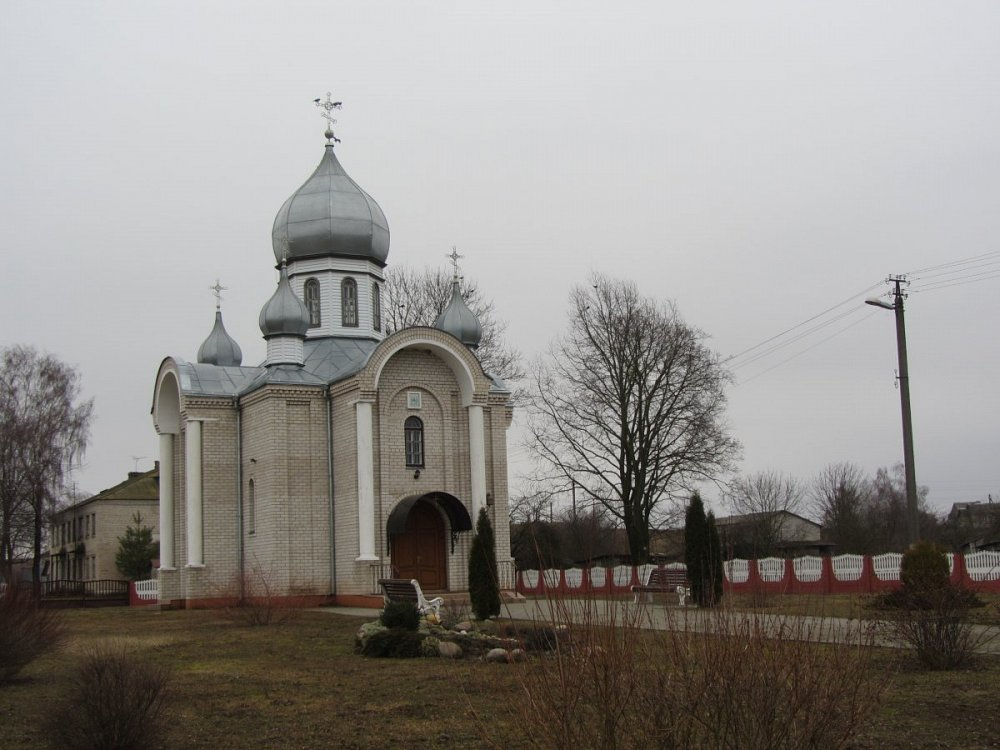
Cerkiew św. Trójcy w Pietkowiczach
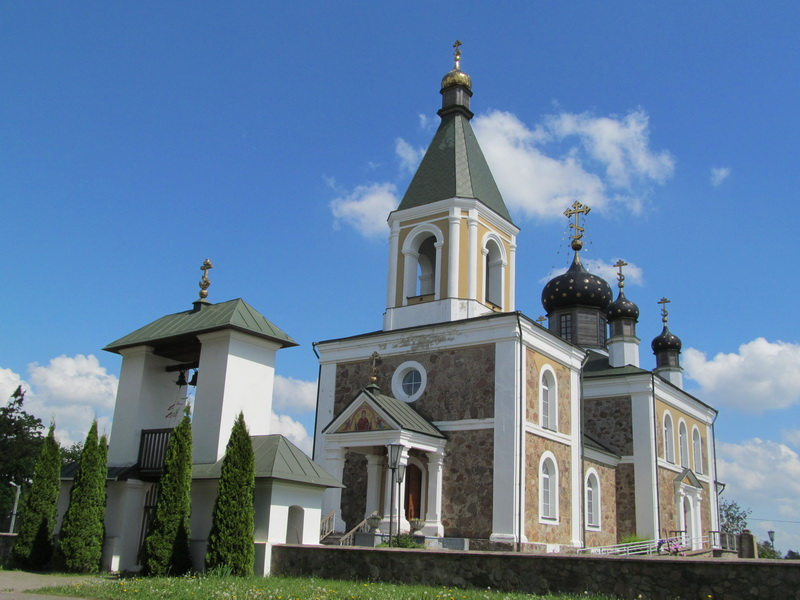
Cerkiew Opieki Matki Bożej w Poczapowie
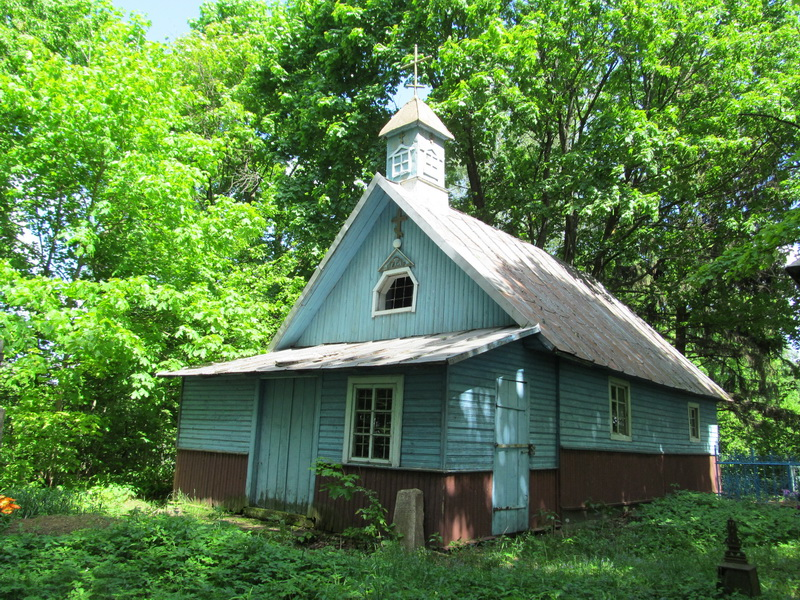
Kaplica św. Mikołaja w Poczapowie
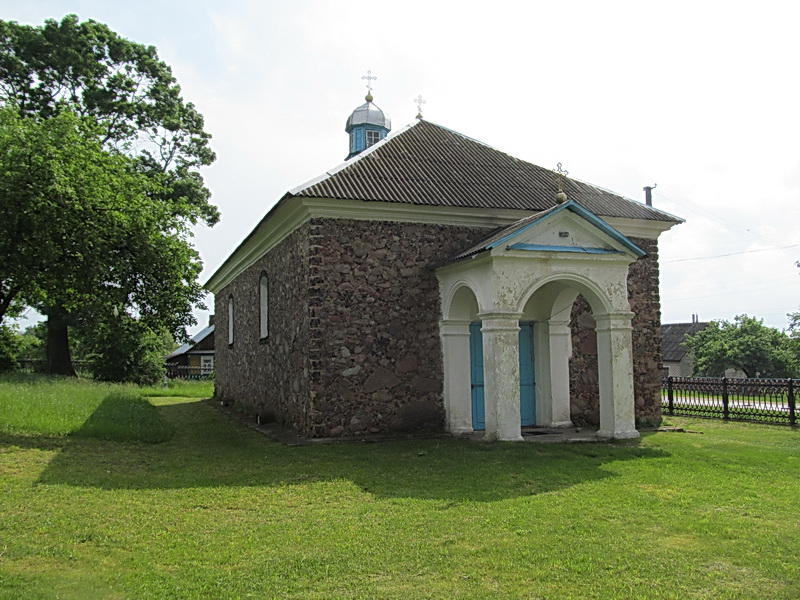
Cerkiew św. Antoniego w Podgornej
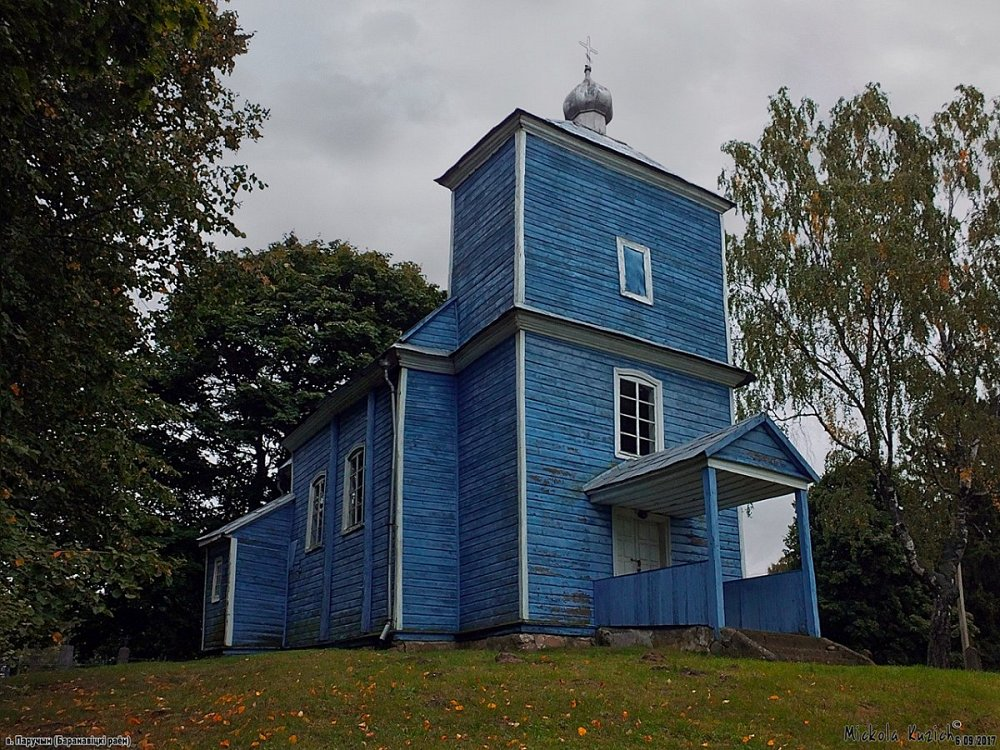
Cerkiew Opieki Matki Bożej w Poręczynie
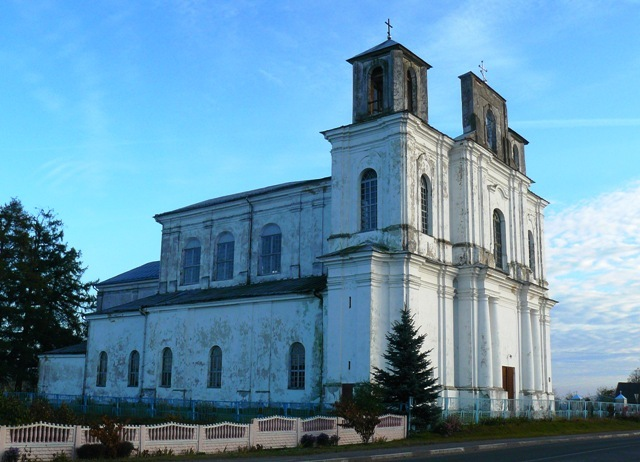
Cerkiew św. Aleksandra Newskiego w Stołowiczach
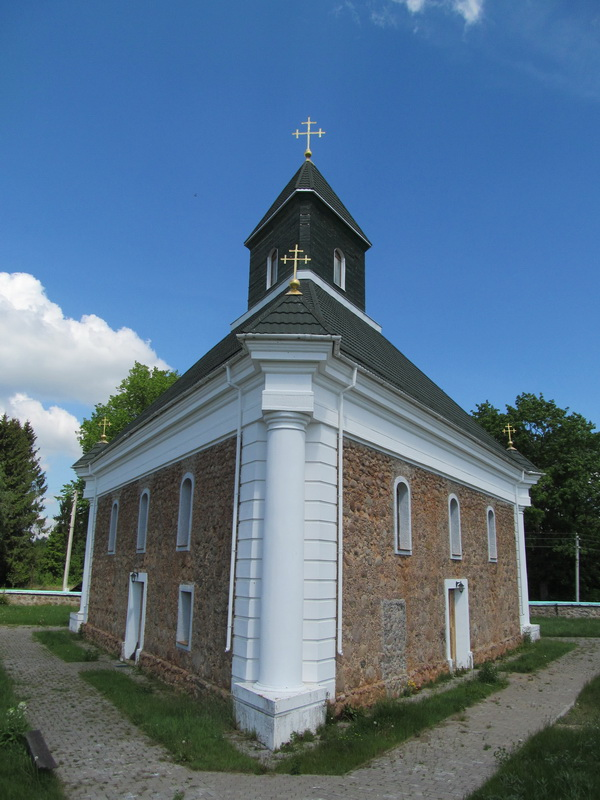
Cerkiew Świętej Trójcy w Wielkiej Sworotwie
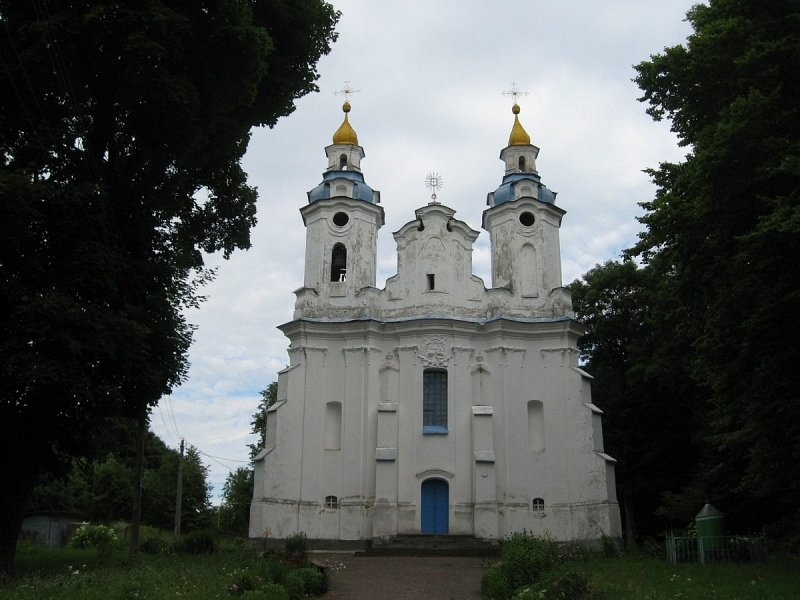
Cerkiew Świętej Trójcy w Wolnej